# Phronia anjiana
Phronia anjiana är en tvåvingeart som beskrevs av Wu och Yang 1998. Phronia anjiana ingår i släktet Phronia och familjen svampmyggor. Inga underarter finns listade i Catalogue of Life.